# Peñalver
Peñalver település Spanyolországban, Guadalajara tartományban. Peñalver Yélamos de Abajo, San Andrés del Rey, Berninches, Fuentelencina, Moratilla de los Meleros, Tendilla, Romanones és Irueste községekkel határos. Lakosainak száma 181 fő (2024).

## Népesség
A település népessége az utóbbi években az alábbiak szerint változott:
| Lakosok száma | 237  | 209  | 220  | 236  | 232  | 191  | 178  | 144  | 151  | 181  |
|               | 2001 | 2004 | 2006 | 2009 | 2011 | 2014 | 2016 | 2019 | 2021 | 2024 |